# Most kod Stare Gradiške (novi)
Most kod Stare Gradiške, most preko Save koji će povezivati Hrvatsku i BiH kod Stare Gradiške. Trenutačno je u gradnji.
Početak radova označen je 11. listopada 2019. kod Gradiške na bosanskohercegovačkoj obali Save. Gradi ga konzorcij od triju poduzeća, dvaju iz Hrvatske (Đuro Đaković - montaža, Slavonski Brod i Zagreb-montaža) i jednog iz BiH (Integral inženjering" iz Laktaša). Budući most imat će dva prometna traka u svakom smjeru. Bit će duljine 430 metara. Radovi bi trebali biti gotovi u roku od 30 mjeseci. Mostom će se kvalitetno povezati postojeća mreže auto-cesta u Hrvatskoj i BiH te bitno ubrzati promet na graničnom prijelazu, najkraćoj cestovnu vezu od Zagreba prema Banjoj Luci i Sarajevu.
Ugovor za izgradnju mosta financijske je težine od 23,5 milijuna eura. Izgradnja mosta je zajednički projekt dviju država i izvodi se se temeljem Sporazuma između Vlade RH i Vijeća ministara BiH te stoga gradnju financiraju obje države u jednakom omjeru. Europska unija sufinancira gradnju sa 6,8 milijuna eura bespovratnih sredstava, uz zajam Europske investicijske banke i sredstava koja su osigurala Hrvatska i Bosna i Hercegovina. Gradnja je dio većeg projekta. Ukupno infrastrukturno ulaganje EU u tom projektu iznosi 38,4 milijuna eura. U taj projekt ulazi i izgradnja graničnog prijelaza s Hrvatskom na dionici auto-ceste Banja Luka - Gradiška te dionicu te autoceste.
U velikom infrastrukturnom projektu EU, čiji je ovaj most dio, most čini prvu fazu. Dio je koridora E661, koji povezuje područje srednje Europe i Jadranskog mora, a proteže se od Blatnog jezera u Mađarskoj do Splita u Hrvatskoj. Na početak gradnje čekalo se 10 godina, pri čemu je Republika Srpska neuspješno pregovarala s Ivom Sanaderom, Ivom Josipovićem i Zoranom Milanovićem i tek je u Vladi premijera Plenkovića i predsjednice Grabar-Kitarović nađeno razumijevanje.